# Roggehof
Roggehof ist ein Wohnplatz im Ortsteil Wendemark der Gemeinde Altmärkische Wische im Landkreis Stendal in Sachsen-Anhalt.

## Geografie
Der Roggehof, ein Hof in der Wische, liegt etwa 1½ Kilometer südlich von Wendemark und 3½ Kilometer südwestlich der Stadt Werben (Elbe) an der Großen Wässerung, die unweit des westlichen Elbufers bei Werben beginnt. Im Nordosten liegt der Butterhof.

## Geschichte
Im Jahre 1986 ist Roggehof als ein Ortsteil von Werben aufgeführt. Der Hof ist auf älteren Karten eingezeichnet, aber nicht beschriftet. Im Jahre 2003 ist Roggehof in der Top50 eingezeichnet. Die erste Nennung konnte noch nicht ermittelt werden.